# قلج ارسلان دوم
سلجوقیان ایران این سلسله سلاطین از دوران جنگ ملازگرد با سیطره بر این مناطق خود را والی بران دانستن و سلطنت خود را آغاز کردن با رسیدن سلسله مراتب به ترتیب نوبت به سلطان قلج ارسلان دوم پسر مسعود بن قلیچ ارسلان رسید سلطان قلیچ ارسلان دوم سلطان سلجوقیان ایران بود یکی از با اراده‌ترین و سیاستمدارترین حکمران سلجوقیان آناتولی بود در سال ۵۱۱ هجری قمری با حذف کردن رقبای خود از جمله، شاهنشاه ،دانشمندیان، یعقوب ارسلان و کسان دیگر براستانهٔ قدرت نشست. دوران وی پراز حوادث و رویدادهای گوناگون بود در واقع این سلطان در اکثر موارد در میدان جنگ بوده و برای دشمنان و رقبای خود مجال نفس کشیدن را نداده و در برابر خطرات ایستادگی کرد دوران وی را به عنوان عصر طلایی و درخشان سلجوقیان می‌شناسند این سلطان دارای لیاقت‌های فراوانی بود چرا که، دوران وی مصادف و معاصر با صلاح الدین ایوبی و مانوئل امپراتور بیزانس و درگیر شدن در جنگ‌های صلیبی و عبور سپاه بیزانسی از مناطق مرزی سلجوقیان که جنگ ملازگر را دوباره به چشم آورد و بیزانس را یاداور قدرت بی‌حد سلجوقی بود. سلطان با داشتن ده ویا دوازده فرزند پسر سرزمین حکومتی خود را، سال‌ها قبل از وفات در میان فرزندانش تقسیم کرد که موجب خلق خود از قدرت و تقسیم منصفانه در میان فرزندان که عدالت پدری قلیچ ارسلان به چشم می‌خورد که نسبت به تمام فرزندانش یک دیدگاه را دارد در دوران وی اکثر ابنیه‌ها و باز سازی‌های صورت گرفت وی بانی شهر اقسرا است. سلجوقیان در زمینه‌های معماری دارای فوت و فن خاص بودن که موجب تحول معماری حتی تا دوران صفویه شدن

## تاریخ سیاسی قلیچ ارسلان دوم
مسعود در سال (۵۵۱ ق -۱۱۵۱ م) وفات یافت با مرگ وی فرزندش قلیچ ارسلان دوم به جانشینی نشست. هنگامی که مسعود درگذشت کشورش به سه بخش تقسیم شده بود. به این ترتیب که «قونیه و آقسرای و نیقده در دست پسرش قلج ارسلان، آنکارا و حوالی چانقری در دست پسر دیگرش شهنشاه و تیواس و اماسیه و نیکار و حوالی ان دراختیار دامادش نظام الدین یاغی باسان که از او پیروی می‌کرد قرار داشت» قلیچ ارسلان در این شرایط سخت سه قسمت شدن کشور برتخت نشست «به خاطر جلوگیری از منازعات و جنگ برای سلطنت، برادر وسطی اش را کشت و این باعث شد که برادر کوچکترش شاهنشاه، ازان زمان بایاغی بسان که با سلجوقیان رقابت می‌کرد همکاری داشته باشد» این مطلب تنها در این منبع ذکر شده و در دیگر منابع عربی و فارسی ازان ذکر نشده
قلیچ ارسلان از سال ۵۵۱ تا ۵۸۴ هجری قمری مصادف با ۱۱۵۶ تا ۱۱۸۸ میلادی برتخت نشست و مدت حکومت وی سی و دو سال بود که با برتخت نشستن شهر اقسرا را تأسیس می‌کند گویا هنگامی که برتخت نشست، برادرش ملکشاه ملقب به شاهنشاه که به عنوان مدعی سلطنت در آنکارا مستقر بود بر وی اعتراض نمود «که امیران از دانشمندیان یاری طلبید»[ابن بی بی، سلاجقه روم ،ص هفتاد وهشت] «و یاغی بسان دانشمند از او حمایت می‌نمود شاهنشاه به انقره استیلا یافت و مدعی تاج و تخت سلاجقه شد امرای دانشمندی نیز تحت حمایت المک اعادل ابو قاسم نورالدین محمد بن عماد الدین زنگی از سلسله اتابکان حلب بودند» به این گونه یاگی سان شاهنشاه را حمایت می‌کرد پس قلیچ ارسلان برای تفرقه انداختن میان اندیشمندان به حمایت از امیر کوچک از دانشمندیان یعنی امیر ذوالنن قیصریه و امیر ذوالقرنین از ملطیه کمک خواست. در آغاز این مبارزات بر سر تاج و تخت شاهنشاه به همراه متفقین نیرومند
خود توانست استان‌های کنار رود فرات راتصرف کند که قلج ارسلان توانست از در گیر ان دو خانواده [یعنی یاغی سان در مقابل امیر ذوانن وامیر ذولقرنین]شاهنشاه را شکست داد.
در سال (۵ ۵۸ ق -۱۱۵۸ م) قلیچ ارسلان پیروزمند، در دو موقیت و دو جبهه مورد تهدید یافت از سوی مانوئل امپراتور بیزانس و در غرب با قوای متحد نورالدین و در شمال شرقی با یعقوب ارسلان:
امپراطوربیزانس مانوئل که خود را به جای «الکسیس کمننوس» که برسر حدودهای سلجوقیان تجاوز کرد و بعضی از اراضی ایشان را تسخیر کرد که به منظورجلوگیری از تجاوزات آینده درصد سیاست احاطه قلمرو راو برآمد در نتیجه سلطان قلیچ ارسلان مجبور شد با قوای نورالدین «زنگی» [همان]ز دانشمندیان اتباع بیزانس شده بود به مخالفت برخاست و از طرف شمال شرقی ضد یعقوب ارسلان یکی دیگر انداشمندیان مبارزه کند
قلیچ ارسلان در این راستای مجبور به ازدست دادن مقداری از ارضی خود در مجاورت البستان در آنتی توروس گردیده ونیز درهٔ مناندر قوای قلج ارسلان دوم توست قوای بیزانس عقب رانده شدن. پس قلج ارسلان چاره‌ای جز تقاضای صلح نداشت که برسر این صلح مجبور شد بعضی از اراضی آسیای خود را به روم بدهد و نیز متعهد شد که مرزهای رومی را محترم بشمارد و در صورت لزوم و در مواقعی که بیزانس مورد هجوم قرار می‌گرفت ارتش بیزانسی را از قوایی سربازان تربیت شده سلجوقی تدارک ببیند
در سال ۵۵۷ق-۱۱۶۱م:
قلیچ ارسلان به منظور تحکیم دوستی ومودت خود با بیزانس وعقد قراردادی با آن دولت ناچار شد به قسطنطنیه برود. امپراتور توقع داشت که قلیچ ارسلان را مانند یک امیر دست نشانده بپذیرد ولی قلیچ ارسلان بر آن شد که مانند یک پادشاه مستقل با جلال وشکوه بر قسطنطنیه وارد شد و مهمان رسمی دولت بیزانس باشد. امپراتور او را به احترام پذیرفت و وی چند ماه در قسطنطنیه بماند و قرارداد صلح با امپراتور را امضا کرد. اما در هنگام بازگشت «امپراتور او را بردن پسر کوچکش که وی را بسیار دوست می‌داشت مانع شد وان فرزند را به گروگان در بیزانس نگاه داشت»[همان]در بارهٔ گروگان‌گیری پسر کوچک قلیچ ارسلان که دیگران این را تکذیب و برادر جوان و محبوبش را به گروگان گرفتنه فرزندش را قلیچ ارسلان با رسیدن به قونیه گرفت. سعی کرد که از طریق ازدواج با دختر امیر سالتوکی فرمان‌روای ارزروم خشم خود را فرونشاند[ابن بی بی، ص هفتاد ونه]
ولی عروسش در ضمن راه به دست یعقوب ارسلان دانشمندیان دزیده می‌شود. یعقوب ارسلان قبل از دختر را برای برادرزاده خواد خواسته بود اما دختر را بدو ندادن پس یعقوب ارسلان دختر را ربود، قلج ارسلان این را یک اهانت برای خود تلقی کرد و از آنجا که رگ غیرت قلیچ ارسلان بلند شده بود قواعد قرارداد خود بابیزانس را نادیده گرفت د جنگ با دانشمندیان را ازسر گرفت.
در سال (۵۶۰ ق مصادف با ۱۱۶۴ م) البستان و لاواندا (قرامان) و در سال (۵۶۴ ق-۱۱۶۸ م) شهرهای قیصریه و ملطیه را تصرف کرد علت تصرف قیصریه «ملک ذوالنون در قیصریه ظلم آغاز کرده بود از حد گذرانید. بخمر مشغول بوذ لشکر برد»[تاریخ آل سلجوق در آناتولی، ص ۵۰]که سال بعد (۵۶۵ ق-۱۱۶۹ م) آنکارا را تصرف کرد. این متصرفات زمان خود یعقوب ارسلان تحت تصرف قلیچ ارسلان بود که با مرگ یعقوب ارسلان، دانشمندیان با کمک نور الدین امیر حلب ، مرعش (مارکسی) و سیواس را باز پس گرفتن «در این سال نورالدین محمود بن زنگی به سوی قلمرو فرمانروائی عزالدین قلیچ ارسلان بن مسعود روانه شد و بر آن بود که با او بجگد وشهرهای او را بگیرد .»[ابن اثیر، تاریخ کامل ایران وجهان اسلام، ج۲۶، ص۵۰] «با اینکه می‌توانست به دولت دانشمندیه خاتمه دهد ولی تا سال (۵۷۱ ق-۱۱۷۵ م) که تاریخ انقراض ایشان است دانشمندیه به حکومت ضعیف خود ادامه می‌دادند»
«درسال ۵۶۰ هجری قمری، ملک والنون راشکست داد و ود که نوهٔ یاغی بسان بود و مغلوج ومعلول گشته بود گریخت و به نزد نورالدین به نیکسار رفت و از او که پدر زنش بود مددخواستن» «نورالدین مقدم مهمان خود را گرامی داشت و به نیکی و مهربانی کرد وانچه را که شایسته تقدیم به ملوک است در دسترس او گذاشت؛ و وعده داد که او را یاری دهد وبکوشد تا فرمانروائی از دست رفته او را برگرداند. آنگاه پای میانجیگری در پیش نهاد و کسی را نزد قلیچ ارسلان فرستاد و پیام داد که شهرهای ذوالنون را بدو باز پس دهد ولی قلیچ ارسلان به این درخواست پاسخ مساعدی نداد. بنا براین نورالدین به سر وقت او شتافت وحملات خود را از شهرهای کیسون و بهنسی و مراغش و مرزبان آغاز کرد، این نواحی وانچه میان این نواحی بود گرفت، دست یابی او به شهر مرعش در اوائل ذی القعده روی داد وباقی رانیز پس از این تاریخ به تصرف درآورد، بعد از تسخیر نواحی مذکور گروهی از لشکریان خود را به سیواس فرستاد و آنجا را گرفت. هنگامی که نورالدین به سوی شهرهای قلیچ ارسلان پیش می‌رفت. قلیچ ارسلان نیز از کنار ه‌ای که نزدیک شام قرارداشت رفته و به میان آن رسید بود. از آنجا نامه‌ای به نورالدین نگاشت و ازوی دلجوئی نمود ودرخواست آشتی کرد. نورالدین که ان نامه را خواند از پیشروی بازایستاد به امید این که کار، بدون جنگ و خون‌ریزی خود بخود درست شد» «در این حین که قلیچ ارسلان مشغول جنگ با دانشمندیان بود و به جز ان عبد المسیح سیراس را گرفتند تا قلج ارسلان معاونت نکند و او تا وقت ملک نورالدین در سیواس بود»[آقسرایی، مسایر الخبار، ص ۳۰]و پس از تصرف سیراس توسط عبدالمسیح «قلج ارسلان مشغول نبرد با دانشمندیان، نورالدین وفات کرد پس فخرالدین عبدالمسیح مراجعت کرد در ان زمان قلیچ ارسلان در اقسرا مقیم بود که خبر مرگ ذوالنون در آن حال بخورد بوذ بنکیسار رفت و وفات یافت» ملک اسمائیل به جای پدر به تخت نشست که «کوچک بود و ضعیف‌الری سلطان قلج ارسلان امراء او را وعدها داد و به آن داشت که ملک اسمائیل را بشکند وصل را به سلطان قلیچ ارسلان تسلیم کردند»
گویا در این جنگ‌ها عبد المسیح به نورالدین را یاری نمد نورالدین سرداری سرزمین‌ها تا زمان حیات نور الدین برای ذوالنون باقی ماند ولی با مرگ نورالدین این سرزمین‌ها باز از ذوالنون پس گرفته می‌شود این کار قلیچ ارسلان نشان مقید بودن به تعهوداتش است پس سرنوشت ان دختر ربوده شده چه شد؟ (در منابعی که از آن‌ها استفاده کردم هیچ چیز ذکر نشده شاید درمنابع گسترده‌تر از ان ذکر شده و از ان بی‌اطلاعیم) شاید دختر را به قلیچ ارسلان تحویل دادن چرا که تمام سرزمین انهارا تصرف کرد و شاید ان بانو را پس گرفته باشد یا بلعکس ان اتفاق افتاده باشد
«توانایی قلیچ ارسلان ضمن مقاومت در برابر بیزانس شهرت و اعتبار او را در سراسر آسیای کهین بالابرد و نورالدین اتابک سوریه، ومانوئل امپراتور بیزانس هردو از او به وحشت افتادند. حتی صلاح الدین ایوبی هنگامی که فرمانروای مصر شد(۵۷۱ ق-۱۱۷۵ م) اقدامات او با شک و شبه تلقی می‌کرد»[رایس، سلجوقیان در آسیای کهین، ص ۶۴]

## حملات بیزانس به قونیه
حمله امپراتور مانوئل چند دلیل داشت. اولی بخاطر محدود کردن ترکان چرا که روز به روز در حال افزایش است و دومی زیر پاگذاشتن تعهدات خود نسبت به بیزانس و سومی خواهان بخشی از قلمرو دانشمندیان، چرا که دانشمندیان فرمان بردار امپراتور بیزانس بودن و خود را مالک بر حق این قلمرو جلو دادن.
هنگامی که گزارش هجوم قوای بیزانسی به قلیچ ارسلان رسدکی را ید سلطان سفیری را برای انتعقاد صلح به نزد امپراتور فرستاد «اما امپراتور مانوئل دیگر به کسی که عهدنامه را نادیده گرفته بود اعتماد نداشت. مانوئل ارتش خود را به دو بخش تقسیم کرد:
«یکی رو تحت فرمان پسر عمیش اندورونیکوس و اتاتزه به پافلاگونیا فرستاد و دیگری خود فرماندهی داشت سلجوقیان با قوای اولی یعنی اندورونیکوس واتاتزه نزدیک نیک سر درگیر شدند. هردو طرف تصمیم داشتند ازاین مبارزه پیروز بیرون ایند و همگی با عزمی جزم جنگیدن ولی در هنگام شب یار با سلجوقیان بود زیرا به سبب تاریکی شب فرا رسید واینگونه به پیروزی کامل دست یافتند در این اوضاع آشفته و اتاتزه به دست سلجوقیان افتاد واسیر کنندگانش باشوق سر او را از تن جدا کردند و به عنوان غنیمت جنگی به نزد سلطان فرستادن .»

## نبرد میریوکیفالون
قوای دوم نیز موفقیت بیشتری کسب نکردن و چون در میریوکفالون در گذرگاه سلطنت داغ، بالاتر از اگر زود تر به دام می‌افتاد نابود می‌شد «امپراتور ان را همطراز شکست ملازگرد می‌دانست»«شخص امپراتور که با این لشکر همراه بود نزدیک بود که دیو جانسی کرد درصد سال پیش در جنگ ملازگرد اسیر سلجوقیان شده بود او نیز گرفتار شد ولی به زحمت بسیار بگریخت.»[ ابن بی بی، سلاجقه روم، ص نود] «که غنایم بسیاری به دست آورده چنان‌که بعضی از آن‌ها را به عنوان هدیه به پیش خلیفه بغداد فرستاد بقیه را صرف ساختن قلعه‌ها ی قونیه کرد»[همان]و غنایم جنگی این جنگ «پنج هزار ارابه جنگی پراز سلاح، وسایل، و آذوقه، اجناس قیمتی نظیر جواهر و غیره نصیب سلاجقه گردید» از سوی دیگر این پیروزهٔ امید بیزانس را برای بازپس‌گیری شبه جزیره ی آناتولی یکسره نقش بر آب شد
۵۷۵ ق – ۱۱۷۹ م: «در این زمان او صلاح الدین ایوبی به اوج قدرت خود رسیده بود ولی قلج ارسلان از او بیمی نداشت در ان سال به قلعه رعیان را که برای محافظت جاده بین حلب به سمیساط در کنار رود فرات بناشده بود تسخیر کرد» اما صلاح الدین بی‌درنگ یکی از برادرزادگان خود را برای حفظ مرز موجود اعزام داشت وقلیچ ارسلان از فکر خود منصرف شد. اما در سال بعد اختلاف جدی رابطهٔ بین فرماندهان را تیره کرد این اختلاف دارای ماهیت شخصی بود «قلیچ ارسلان دختری به نام سلجوقه خاتون داشت که او را گوهر نصیبه خاتون نیز می‌خواندند او این دختر را به نورالدین محمد پسر سلتوق امیر حصن کیفا به زنی داد.»
تنها چند ماه از این ازدواج گذشته بود که شوهر جوان از شاهزاده خانم به خاطر رقاصهٔ بسیار زیبایی چشم پوشید «سلجوق خاتون که ازاین اهانت خشمگین شده بود برای رفع ان از پدر خود یاری خواست. سلطان سالخورده در راس قئای به حرکت درآمد» نورالدین ازوحشت به نزد صلاح ادین ایوبی رفت در این راستا قلیچ ارسلان راضی نشد که صلاح برزمین بگذارد، مگر آنکه شهرهای را که به عنوان مهریه دخترش تععین شده بود را به ائ پس دهد صلاح الدین سعی کرد این اختلاف را فیصله ببخشد ولی چون در این کار توفیق نیافت تصمیم گرفت ار مبارزه با صلیبیون فرانسوی دست بردارد، تا وظیفه خود را نسبت به مهمانان ناخوانده اش در نتیجهٔ روبه رو شدبا قلیچ ارسلان در صحنه نبرد انجام دهد. سلطان سلجوقی از این پیشامد بسیار نگران شد و صریحاً به صلاح الدین اعلام داشت که صلح اش باعیسویان به منظور جنگ با مسلمانان شایسته او نیست. صلاح الدین پاسخ داد که راندن مهمان از خود، در خور او نیست. در این هنگام، نورالدین جوان مداخله کرد و قول دادکه در صورت برقراری آرامش ازان راقصه دست بردارد و نزد همسرخود بازگردد.»[رایس ، سلجوقیان در آسیای کهین]
در سال ۱۰۸۶میلادی
قلیچ ارسلان با داشتن زندگی پر ماجرا وپیروزمند، پیر و خسته شد خواهان رسیدن به آرامش پس از این همه زندگی پر جنب وجوش شد در نتیجه موجب مرتکب شدن به یک اشتباه بزرگ شد وی سرزمین وسیع خود را میان پسرانش (که ابن بی بی و اقسرایی وبرخی دیگر انهارا یازده تا و حمدالله مستوفی و غفاری قزوینی پسرانش را ده تا برشموردن) تقسیم کرد این کار آتش حسادت و رقابت در میان شاهزاده هارا برانداخت تا جای که در زمان حیات پدر برسر قدرت جنگ داشتن آنها «از اطاعت پدر بیرون آمدند و بر او شوریدند او هر چند گاه از این پسران فرار نموده نزد پسر دیگر می‌رفت وانها از او روی می‌گردانیدند»[العبر، ج۴، ص ۲۷۲]
قلیچ ارسلان یکی از با اراده‌ترین و سیاستمدارترین شاه سلجوقی آناتولی است وی ضمن رؤیا روی با قدرت‌های همچون بیزانس، امیران دانشمندیه، نورالدین محمود سلطان حلب و صلاح الدین ایوبی توانست در برابر خطرات ایستادگی کند تنها خطای که به موجب ان رویدادهای درخشان قلج ارسلان را تیره کرد تقسیم سلطنت میان فرزندانش باعث تکه‌تکه شدن قدرت و هدر رفتن زحمات چندین و چند سالهٔ او شد قلج ارسلان سود پسرانش را در ذهن داشت که هرگز کسی به این درک نرسیدرویدادهای درخشان قلج ارسلان را تیره کرد تقسیم سلطنت میان فرزندانش باعث تکه‌تکه شدن قدرت و هدر رفتن زحمات چندین و چند سالهٔ او شد قلج ارسلان سود پسرانش را در ذهن داشت که هرگز کسی به این درک نرسید
در سال ۱۰۸۶
در این سال‌ها صلاح الدین و امپراتور آندرونیکوس تابع مانوئل عهدنامه‌ای به منظور مقاومت در برابر قلیچ ارسلان بسته بودن تقسیمات سرزمین به صورت پنهان بود و نه بیزانس و نه صلاح الدین از ان با خبر بودن. چرا که دو سال بعد از این حادثه فردریک که سپاه خود را برای جنگ‌های صلیبی مهیا کرده بود نامهٔ برای کسب اجازه عبور از سرزمین‌های سلجوقی و انهم با آذوقه و اسلحه برا رسیدن به سرزمین مقدس، نوشت قلج ارسلان به این نامه جواب مساعدی داد «فردریک در بهار ۱۱۸۹ با یاری سفینه‌های بیزانسی به خاک آسیا رسید فردریک به مجرد ترک کرانه آسیائی داردانل، خامی‌کرد با انتخاب همان راهی که اسکندر مقدونی، پانزده قرن پیش از او سپرده بود، از رودخانه گرانیکوس و نهر طوفان زاده آنجلو کومیتس گذشت تا سرانجام به شاهراه سنگفرش بیزنطی میان میلتو پولیس و بالیکسر رسید و همین راه را از میان کالاموس به سوی فیلادلفیا دنبال کرد. در اینجا آغاز مهمان نوازی نمودند، لیکن لختی بعد، طمع برتاراج دنباله لشکر بستند که گوشمالی دیدند
منطقهٔ که میان ترکان و مانوئل درگرفت گذشتن در راه آثار به جامانده از اسکلیت‌های سربازان عیسویانی هنوز دیده می‌شد این صحنه موجب لرزش قلبی و افسردگی سربازان شد چرا که همچنان حملاتی از سوی ترک‌ها بر عقبهٔ لشکر وارد می‌کرد فردریک خشمگین از ضیافت ترک‌ها، یکی از ترکان اسیر را برای نشان دادن راه به سوی شهرقونیه به اطاعت خود درآوردن این راه پراز مشقت بود ویا این راهنمای ترک باعث مشقتی ان شده بود
سربازان خسته از راه و با از دست دادن «تعداد زیادی نفرات و چارپایان  رنج و غذاب انها همچنان در حال افزایش  بود ساکنان بومی از فروش غذا و علوفه به انها خودداری کردن»[رایس ، سلجوقیان در اسیای کهین ،ص67]باررسیدن سپاه به قونیه فردریک  فرصت تصرف قونیه را از دست ندادپس به سرعت نیازهای ازدست رفته ی خود را جبران کرد هر آنچه را که نیاز داشت را مصادر کرد و پس از تکمیل  امور لشکر در باغستان مجاور استراحت نمود «شش روز بعد آهنگ قرامان کرد  و در سی ام همین  ماه بدانجا رسید وبی برخورد بادشمن سپاهیان  را از در بند  در دست ارامنه بود  وجا  ثلیق ان با عجله  پیامی نزد  صلاح الدین فرستاد . این راه ازمنطقه‌ای ناهموار می گذشت :خوردنی کمیاب و گرمای تابستان  در نهایت سو زندگی بود »[رایس ، سلجوقیان در اسیای کهین ،ص67] و در اخر در حین عبور از  رود گوک  سو  در مجاورت  سیلیوکه  بر اثر لغزش پا ویا رم کردن اسب به داخل رود خروشان افتاد  و در اب غرق شد مرگ فرمانده موجب عدم جنگ با مسلمانان که بشارتی خاص برای مسلمانان بود مرگ وی موجب وحشت قوای صلیبی در جریان مبارزات بیت المقدس گردید .
سال ۱۱۹۲ میلادی
سال خاموشی مرگ عظیم که در دوران حیاتش خدمات فراوانی را ارائه داد هم از نظر فرهنگی، سیاسی، اجتماعی شد وی که در آخرعمر در جسته جوی آرامش بود با اقدام تقسیم شدن ملک در بین فرزندانش موجب دردسرهای فراوان و عدم کامیابی به آرامش گردید اگر چه تمام قسمت‌ها به ظور مساوی تقسیم شده بود اما این فرزندان او بودن که برای پدر ارزشی جز فرمانروا نداشتن که با تقسیم سرزمین خود دیگر حق حکومت را نداشت و فرمانروا نبود در این زمان چهرهٔ واقعی تک تک فرزندانش نمایان شد. وی به نزد پسرش که چند سال پیش از آن طرف آزاد شده بود پناه برد، در حالی که خود سرزمینی به این وسیعی را دارد. وی هنگامی که در بستر مرگ آرامیده بود خبری را شنید اینکه رکن الدین سلیمان شاه امیر توکات حق پسر جوان را به سلطنت قونیه مورد اعتراض قرارداده است رکن الدین در این مشاجره پیروز بیرون آمد وقت خود را صرف برقراری مجدد وحدت در قلمرو سلجوقی کرد و برادر خود مغیث الدین طغرل را به حکومت ارزروم که تازه تصرف کرده بود گماشت
روم پس از قلیچ ارسلان
سرانجام یکی از پسران قلیچ ارسلان دوم به نام رکن الدین سلیمان که پادشاه توقات بود موفق شد بخش‌های گوناگون سرزمین شبه جزیره آناتولی را با جنگ و صلح از برادرانش باز پس گرفته و یکپارچگی کشور را یک بار دیگر تأمین نماید